# آب‌انبار حاجی حسن
آب‌انبار حاجی حسن مربوط به دوره پهلوی است و در یزد، خیابان کاشانی، کوچه ویلا واقع شده و این اثر در تاریخ ۱۸ اسفند ۱۳۸۷ با شمارهٔ ثبت ۲۵۳۶۵ به‌عنوان یکی از آثار ملی ایران به ثبت رسیده‌است.